# Houston Chronicle
Houston Chronicle — ежедневная газета, издаваемая в Хьюстоне, штат Техас, США. Это крупнейшая газета Техаса и десятая по объёму тиража в Соединённых штатах.

## История
Газета была основана в 1901 году бывшим репортёром ныне несуществующей газеты «Houston Post» Марселласом Э. Фостером. Первый номер вышел 14 октября 1901. К концу первого месяца существования газеты её тираж составлял 4 378. В 1908 году предприниматель Джесс Х. Джонс приобрёл половину компании, построив для газеты офис и бумажный завод. В 1926 он стал единственным владельцем газеты, а через десять лет после этого передал права компании Houston Endowment, Inc.
В 1968 году «Houston Chronicle» достигла рекордных для Техаса цифр тиража. 1 мая 1987 газета была куплена корпорацией Hearst Corporation. В 1994 она стала утренней. Примерно к этому же времени относится постепенный упадок главного соперника «Chronicle» — «Houston Post». После того, как в 1995 «Post» окончательно прекратила своё существование, «Chronicle» осталась единственной крупной ежедневной газетой в Хьюстоне.

## Современное состояние
Штаб-квартира газеты располагается в Хьюстоне. Имеются бюро в Остине, штат Техас, и в Вашингтоне. Число сотрудников «Houston Chronicle» — около двух тысяч человек, включая порядка трёхсот журналистов, редакторов и фотографов.